# Малий Церовець
Малий Церовець (словен. Mali Cerovec) — поселення в общині Ново Место, регіон Південно-Східна Словенія, Словенія.